# المثلية الجنسية في الشرق الأوسط
يتمتع الأشخاص من المثليات والمثليين ومزدوجي التوجه الجنسي والمتحولين جنسيًا عمومًا بحقوق محدودة أو مقيدة للغاية في معظم أنحاء الشرق الأوسط، وهم عرضة للعداء في مناطق أخرى. الجنس بين الرجال غير قانوني في 9 من أصل 18 دولة تشكل المنطقة. ويعاقب عليه بالإعدام في خمس من هذه البلدان الثمانية عشر. تتأثر حقوق وحريات المواطنين المثليين بشدة بالتقاليد الثقافية والأعراف الدينية السائدة للأشخاص الذين يعيشون في المنطقة وخاصة الإسلام.
جميع الأنشطة الجنسية المثلية قانونية في قبرص وشمال قبرص وإسرائيل ولبنان وتركيا.
النشاط الجنسي المثلي بين الذكور غير قانوني ويعاقب عليه بالسجن في الكويت ومصر وعمان وسوريا. كما يعاقب عليه بالإعدام في إيران والمملكة العربية السعودية وقطر والإمارات العربية المتحدة. وفي اليمن وقطاع غزة قد تختلف العقوبة بين الإعدام والسجن حسب الفعل المرتكب.

## تاريخ
دليل وجود المثلية الجنسية في الشرق الأوسط يمكن أن يرجع على الأقل حتى مصر القديمة، وبلاد الرافدين. في آشور القديمة، كانت الجرائم الجنسية تُعاقب بشكل مماثل سواء كانت مغايرة جنسيا أو مثلية جنسيًا. لم يواجه أي فرد عقابًا على الاختراق الجنسي لشخص من طبقة اجتماعية متساوية، أو شخص معروف بكونه عاهرا، أو مع شخص لا تعتبر أدواره الجندرية ذكورية بشكل تام. سوما آلو، وهو لوح أكدي، يحتوي على هذا القانون، حيث تعطي المثلية الجنسية بين الرجال نظرة إيجابية، والذي ينص: «إذا كان الرجل يضاجع قرينه على قدم المساواة من الخلف، يصبح هو الزعيم بين أقرانه وإخوانه.» ومع ذلك، فقد عوملت العلاقات الجنسية المثلية مع الزملاء من الجنود أو مع العبيد أو الحضور الملكيين، أو أولئك الذين كانت ظروفهم الاجتماعية أفضل، كونهم خاضعين للاختراق الجنسي، كنذير وطالع سيئ. قانون الآشوريين الأوسط الذي يعود تاريخه إلى عام 1075 قبل الميلاد يحتوي على قانون قاسٍ إلى حد ما بالنسبة للمثلية الجنسية في الجيش، والذي ينص على ما يلي: «إذا جامع الرجل رجلا عسكريا آخر جنسيا، فسوف يحولونه إلى مخصي».
خلال فترة العصور الوسطى وأوائل العصر الحديث، شهدت مجتمعات الشرق الأوسط ازدهارًا في الأدب الشبقي المثلي. جادل شوشا غوبي من مجلة تايمز للتعليم العالي بأنه على الرغم من أنه «كان من الظن منذ فترة طويلة أن المجتمعات العربية الإسلامية كانت دائمًا أقل تسامحًا مع المثلية الجنسية من الغرب»، في «حقبة ما قبل العصر الحديث، كان المسافرون الغربيون مندهشين لإيجاد الإسلام» دين إيجابي الجنس«ويعبر الرجال صراحةً عن حبهم للشباب والأولاد بالكلمات والإيماءات».
في القرن التاسع عشر وأوائل القرن العشرين، كانت العلاقات المثلية شائعة نسبيًا في الشرق الأوسط، ويعزى ذلك جزئيًا إلى انتشار الفصل بين الجنسين على نطاق واسع، مما جعل اللقاءات الجنسية بين الجنسين خارج الزواج أكثر صعوبة. كتب جورج كلاودا أن «عديد الكتاب والفنانين مثل أندريه جيد، أوسكار وايلد، إدوارد مورغان فورستر، وجان جينيه قاموا بالحج في القرنين ال19 و ال20 من أوروبا المعادية للمثليين إلى الجزائر والمغرب ومصر، ودول عربية أخرى، حيث لم يتم معاداة الجنس المثلي فقط دون أي تمييز أو غيتو ثقافي سري على الإطلاق، ولكن بالإضافة إلى ذلك، يبدو أنه نتيجة للفصل الصارم بين الجنسين، كان متاحًا في كل زاوية.»

## الشرق الأوسط اليوم
تنص القوانين في كل من إيران، السعودية، قطر، الإمارات العربية المتحدة أنه إذا تم العثور على شخص مشارك في السلوك الجنسي المثلي، سيتم تطبيق عقوبة الإعدام. وفقًا لتقارير الدول لوزارة الخارجية الأمريكية، في المملكة العربية السعودية، لا توجد منظمات قائمة على المثليين. علاوة على ذلك، لا تزال تقارير التمييز الرسمي والاجتماعي على أساس التوجه الجنسي غير واضحة بسبب الضغط الاجتماعي القوي لعدم مناقشة مسائل مجتمع الميم.
هناك بعض وصمة العار في المجتمع العراقي مما يؤدي في بعض الأحيان إلى عمليات أستهداف من قبل الأشخاص المعادين لهذا التوجه. لم يتسامح تنظيم الدولة الإسلامية مع المثلية الجنسية. تتمتع بعض دول الشرق الأوسط ببعض التسامح والحماية القانونية للأشخاص المتحولين جنسياً والمتحولين جندرياً. على سبيل المثال، وافقت الحكومة الإيرانية على عمليات تغيير الجنس بموجب موافقة طبية. وافقت الحكومة السورية على عمليات مماثلة في عام 2011. توجد حركات حقوق المثليين في دول الشرق الأوسط الأخرى، بما في ذلك تركيا ولبنان. ولكن في كل من تركيا ولبنان، كانت التغييرات بطيئة، وأثارت الحملة الأخيرة ضد الأحداث الموجهة لمجتمع الميم مخاوف بشأن حرية تكوين الجمعيات والتعبير للأشخاص والمنظمات المثليين.
تعتبر إسرائيل استثناءً بارزًا، كونها الأكثر تقدمًا فيما يتعلق بحقوق المثليين وتعترف بالمساكنة غير المسجلة. يعتبر زواج المثليين غير قانوني في البلد، لكن هناك دعمً عامً لتشريع زواج المثليين ويتم تسجيله قانونيا في إسرائيل إذا تم عقده في بلدان أخرى تسمح به. كما تسمح إسرائيل للأفراد المتحولين جنسياً بتغيير جنسهم بشكل قانوني دون جراحة إعادة تحديد الجنس. يمكن للأفراد المثليين والمثليات ومزدوجي التوجه الجنسي والمتحولين جنسيا أن يخدموا علنا في الجيش الإسرائيلي.
هناك أنظمة قانونية مختلفة في فلسطين. يشير تقرير هيومن رايتس ووتش فيما يتعلق بالتوجه الجنسي والهوية الجندرية في الشرق الأوسط إلى:
يسري مفعول قانون العقوبات الصادر عن الانتداب البريطاني، رقم 74 لعام 1936 في غزة. في الضفة الغربية، بما فيها القدس الشرقية، ينطبق قانون العقوبات الأردني لعام 1960، ولا يحتوي على أحكام تحظر السلوك الجنسي المثلي بالتراضي بين البالغين. في غزة، يعد «الجماع غير الطبيعي» ذي الطبيعة الجنسية، ويُفهم أنه يشمل العلاقات الجنسية المثلية، جريمة يعاقب عليها بالسجن لمدة تصل إلى 10 سنوات. في فبراير/شباط 2016، أعدم الجناح العسكري لحركة حماس أحد مقاتليه ظاهريًا بسبب «انتهاكات سلوكية وأخلاقية»، والتي أقر مسؤولو حماس بأنها تعني العلاقات الجنسية المثلية.
تم استكشاف وجهات النظر العربية والإسلامية حول المثلية الجنسية كخلق «غربي» بحت في فيلم «الحياة الخطرة: الإفصاح عن التوجه الجنسي في العالم النامي». خط البداية للحوار الذي تحدث عنه رجل مصري مثلي غير مرئي يقول «لقد اتُهمت بكوني غربي». كتبت نادية لابي في ذا أتلانتيك في عام 2007 أنه على الرغم من الحظر القانوني والديني ضد النشاط الجنسي المثلي في المملكة العربية السعودية، فإنه لا يزال شائعًا هناك بسبب الفصل بين الجنسين والرأي القائل بأن ممارسة الجنس المثلي مع الآخرين لا تحدد هوية الشخص، على الرغم من أن النظرة الغربية للهوية المثلية بدأت تظهر في تلك الدولة.
يشير تقرير هيومن رايتس ووتش فيما يتعلق بحقوق المثليين في الشرق الأوسط:
في بعض الأماكن، مثل مصر والمغرب بدأت قضايا التوجه الجنسي والهوية الجندرية تدخل في جداول أعمال بعض حركات حقوق الإنسان السائدة. الآن، على عكس السنوات السابقة، يوجد محامون يدافعون عن الأشخاص عند إلقاء القبض عليهم، وأصوات للتحدث في الصحافة. لم يتم تحقيق هذه التطورات الحيوية من خلال سياسة الهوية. هذا لم ينجح بشكل كارثي كوسيلة للمطالبة بالحقوق في معظم أنحاء الشرق الأوسط؛ إن رغبة بعض نشطاء المثليين الغربيين في الكشف عن وتعزيز سياسة «المثليين» في المنطقة قد تأتي بنتائج عكسية. وبدلاً من ذلك، تم الفوز في التيار الرئيسي إلى حد كبير من خلال تأطير مجتمع الميم (أو الذين تم تحديدهم بطريقة أخرى) من حيث انتهاكات الحقوق والحماية التي تفهمها حركات حقوق الإنسان الحالية. (هيومن رايتس ووتش 2009، ص 18)
على الرغم من أن العديد من دول الشرق الأوسط لديها قوانين جزائية ضد النشاط الجنسي المثلي، إلا أنه نادراً ما يتم تطبيقها بسبب صعوبة إثباتها ما لم يتم القبض عليهم أثناء الفعل. في الشرق الأوسط اليوم، لا تزال العديد من الدول لا تملك تدوينًا للمثلية الجنسية أو الكويرية باعتبارها تحديدًا للتوجه الجنسي. في المملكة العربية السعودية، يُمارس الفصل بين الجنسين لدعم نقاء النساء، لأن هذا الفصل موجود لأن العديد من النساء والرجال سيبحثون علنًا عن الرفقة الجنسية المثلية في الأماكن المفتوحة مثل المقاهي والحمامات العامة وسياراتهم وأسرهم. للتنقل في حياتهم الجنسية، لا يعتبر الكثير من الرجال الذين يمارسون النشاط الجنسي المثلي في المملكة العربية السعودية تلك الأفعال مثلية ما لم تكن في دور السالب، وهو موقف جنسي يُعتبر أكثر أنوثة، بينما يُعتبر دور الموجب ذكوريًا. تتنقل النساء في المملكة العربية السعودية في المثلية الجنسية من خلال عدم المشاركة في الاختراق الجنسي مع نساء أخريات، حيث يُعتبر الاختراق ممارسة جنسية، وهذا يعني إذا لم يخترقن بعضهن البعض، فهن لا يشاركن في الجنس المثلي.
في إيران هناك تطبيق صارم للثنائية الجندرية. تقوم الحكومة بتطبيق الثنائية الجندرية عن طريق قمع المعلومات حول المثلية الجنسية وتشجيع الناس الذين يشكون في نشاطهم الجنسي على الخضوع لجراحة إعادة تحديد الجنس. نظرًا لأن عملية إعادة تعيين الجنس مقبولة من قبل الحكومة والمؤسسات الدينية جنبًا إلى جنب مع الحصول على تمويل من الحكومة لإجراء عملية جراحية، فإن العديد من الإيرانيين المثليين وحتى مزدوجي التوجه الجنسي يرون أن هذا هو وسيلة للتعبير عن توجههم الجنسي دون تعرضهم للاضطهاد من قبل الحكومة. نظرًا لأن كون الشخص مثليا ليس خيارًا للإيرانيين، فقد حدثت زيادة كبيرة في عدد الإيرانيين الذين خضعوا لجراحة إعادة تحديد الجنس عندما يكون توجههم الجنسي مثليا أو مزدوج التوجه الجنسي. يتم تشجيع جراحة إعادة تحديد الجنس من قبل رجال الدين وعلماء النفس والحكومة لأن المثلية الجنسية غير قانونية ويعاقب عليها بالجلد أو الإعدام. وقد أدى ذلك إلى تعزيز مجتمع المتحولين جنسياً في إيران حيث تم اعتبار المثلية الجنسية من المجتمع باعتباره هوية تقود المثليين جنسيا والمتحولين جنسياً إلى جميعهم سعياً وراء جراحة إعادة تحديد الجنس. يتم قبول الأشخاص الذين خضعوا لهذه العمليات الجراحية بشكل كامل من قبل الحكومة، ولكن الأسر لا تزال ترفض في كثير من الأحيان أفراد الأسرة الذين خضعوا لعملية إعادة تحديد الجنس. أفراد الأسرة هم المورد الرئيسي للحصول على الوظيفة في إيران. وبدون وجود شبكة اجتماعية للمطالبة بالوظيفة يؤدي إلى صعوبة متزايدة في العثور على عمل، ويتم التمييز ضد المتحولين جنسياً في سوق العمل مما يجبرهم على العمل في الجنس التجاري.
أعلنت شركة يوبي سوفت لتطوير ألعاب الفيديو في 22 فبراير 2022 سحب إقامة بطولة «سيكس إنفيتايشونال 2022» (بالإنجليزية: Six Invitational 2022)‏ من الإمارات العربية المتحدة، بعد أيام من توقيع أكثر من 13.000 شخص على عريضة واحتجاج اللاعبين والمعجبين على اختيار الدولة التي تجرم مجتمع المثليين لهذا الحدث. نُقِل الحدث رسميًا من الإمارات العربية المتحدة بسبب الانتقادات الشديدة لمعاملة المثليات والمثليين ومزدوجي التوجه الجنسي والمتحولين جنسيا هناك. تتميز ألعاب فيديو البطولة كذلك بشخصيات عديدة من مجتمع المثليين.
تفرض دولة الإمارات العربية المتحدة معايير المحتوى الإعلامي لفحص توافق الأفلام مع القيم الإسلامية. مُنع فيلم لايت يير من إنتاج شركة بيكسار في يونيو 2022 في جميع أنحاء الإمارات العربية المتحدة بسبب تجسيد مزعوم لقبلة بين شخصيتين مثليتين. وكان قد تم الإعلان عن مواعيد عرض الفيلم في جميع أنحاء البلاد عندما انتشر الهاشتاغ العربي «حظر عرض لايت يير في الإمارات». تعتبر المثلية الجنسية محظورة في الإمارات وجريمة يعاقب عليها القانون. أنهت دولة الإمارات العربية المتحدة في ديسمبر 2021 الرقابة على الأفلام في دور العرض من خلال عرض أفلام تحتوي على محتوى جنسي تحت تصنيف عمري جديد يزيد عن 21 عامًا.
وافقت وزارة التعليم في الإمارات العربية المتحدة على مدونة سلوك تحظر على المتخصصين في التعليم مناقشة "الهوية الجنسية أو المثلية الجنسية أو أي سلوك آخر يعتبر غير مقبول من المجتمع الإماراتي" في فصولهم الدراسية. غالبية المتخصصين في مجال التعليم العاملين في المؤسسات الإماراتية هم من الرعايا الأجانب الذين يعملون كمدرسين للغة الإنجليزية. يمكن أن يؤثر الحكم على غالبية الحاصلين عليه في الدولة الخليجية. بقدر ما يحافظ المثليون جنسياً على مكانة منخفضة في الإمارات العربية المتحدة ، فقد ظلوا في مأمن من التدقيق القانوني.
في يونيو 2023، رفضت ستيبس تقديم عرض في دبي بسبب بند في العقد يمنعها من الكشف عن حياتها الجنسية، لأن المثلية الجنسية غير قانونية في الإمارات العربية المتحدة. قال عضو الفرقة، إيان "إتش" واتكينز، إن الأخلاق في مرحلة ما من الحياة تكون أكثر أهمية من "وعاء الحفلة الذهبية"، وأنه من "المهم" إثارة هذه القضية.